# 1835 год в науке
В 1835 году были различные научные и технологические события, некоторые из которых представлены ниже.

## События
- 2 января — в Габрове открылась первая болгарская светская школа.
- 28 февраля — увидел свет первый печатный свод финского эпоса «Калевала».
- 10 сентября — открыта первая железная дорога в Германии между Нюрнбергом и Фюртом протяжённостью 10 км.
- 11 октября — русская система мер упорядочена указом Николая I «О системе российских мер и весов».
- Ирландский математик Уильям Роуэн Гамильтон опубликовал фундаментальный цикл работ по «гамильтоновой механике» и оптике, а также сформулировал максимально общий принцип наименьшего действия (принцип Гамильтона). За научные заслуги вице-король Ирландии возвёл Гамильтона в рыцарское достоинство,  а Лондонское королевское общество наградило его (совместно с Фарадеем) Королевской медалью[1].
- Джордж Эйри впервые произвёл полный теоретический анализ феномена диска Эйри и дал ему объяснение в своей работе «О дифракции в объективе с круговой апертурой».
- Гаспар-Гюстав Кориолис описал проявление силы Кориолиса.
- Комета Галлея в очередной раз посетила Солнечную систему.

## Родились
- 3 января — Август Герман Фердинанд Карл Гоос, профессор права; ректор Копенгагенского университета (умер в 1917).
- 26 февраля — Рихард Андре, немецкий географ и этнограф (умер в 1912).
- 14 марта — Джованни Вирджинио Скиапарелли, итальянский астроном (умер в 1910).
- 22 сентября — Александр Афанасьевич Потебня, украинский и русский языковед и литературовед (умер в 1891).
- 4 октября — Григорий Николаевич Потанин, русский географ, этнограф, публицист, фольклорист (умер в 1920).
- 27 октября — Юлий Эдуардович Янсон, российский экономист и статистик (умер в 1893).
- 16 ноября — Эудженио Бельтрами, итальянский математик (умер 1900).
- 30 ноября — Марк Твен, американский писатель.
- ноябрь — Чокан Валиханов, казахский учёный, историк, этнограф, фольклорист, путешественник, просветитель, российский офицер и разведчик.
- 6 декабря — Чезаре Ломброзо, итальянский психиатр (умер в 1909).

## Скончались
- 18 февраля — Фридрих Штромейер, немецкий химик и фармацевт, один из наиболее известных учеников Иоганна Фридриха Гмелина и Луи Николя Воклена.
- 8 апреля — Вильгельм Гумбольдт, немецкий филолог, философ, языковед, государственный деятель, дипломат.
- 14 сентября — Джон Бринкли, ирландский астроном.